# Pfarrkirche Sankt Margarethen bei Knittelfeld

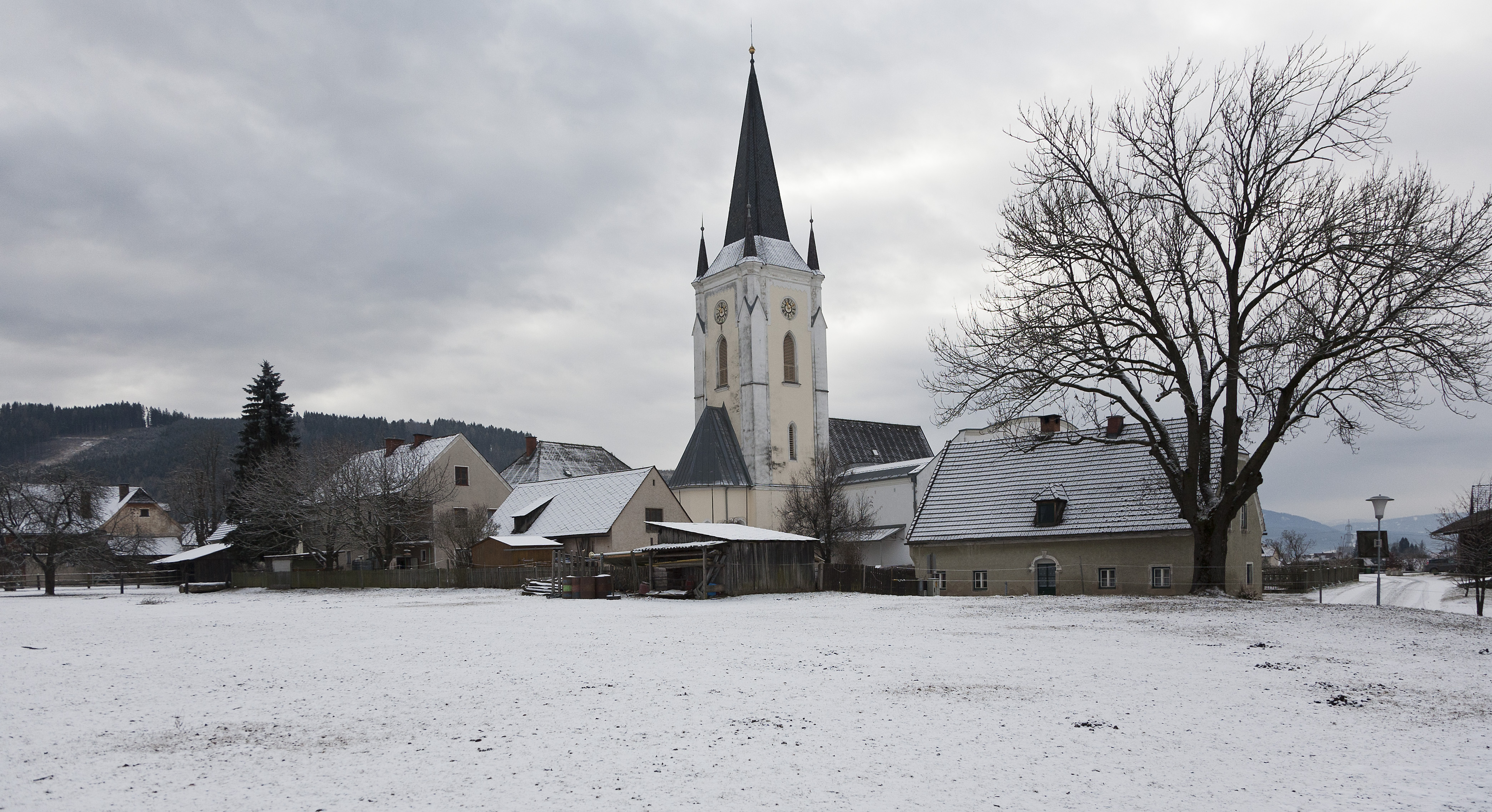
Katholische Pfarrkirche hl. Margaretha in Sankt Margarethen bei Knittelfeld

Die Pfarrkirche Sankt Margarethen bei Knittelfeld steht in der Ortschaft Sankt Margarethen in der Gemeinde Sankt Margarethen bei Knittelfeld im Bezirk Murtal in der Steiermark. Die dem Patrozinium hl. Margareta von Antiochia unterstellte römisch-katholische Pfarrkirche gehört zum Dekanat Knittelfeld in der Diözese Graz-Seckau. Die Kirche und der Friedhof stehen unter Denkmalschutz (Listeneintrag). 

## Geschichte
Urkundlich wurde 1147 eine Kirche als Filiale der Pfarrkirche Kobenz genannt. Mit 1225 eine selbständige Pfarre erfolgte 1515 eine neue Weihe der Kirche. 1949 war eine Restaurierung.

## Architektur
Die Kirche zeigt einen mächtigen in den unteren Geschoßen romanischen Chorquadratturm. Der Turm zwischen Langhaus und Chor ist breiter als dieselben, in den oberen Geschoßen neugotisch verändert und trägt einen Spitzhelm mit vier kleinen begleitenden Ecktürmchen.
Das im Kern romanische Langhaus wurde gegen 1515 mit einem dreijochigen geschwungenen Sternrippengewölbe auf gekappten Halbkreisdiensten überwölbt. Der gotische Chor aus dem 14. Jahrhundert mit einem Fünfachtelschluss hat ein Rippengewölbe mit einem runden Schlussstein, zeitgleich entstand wohl auch das Kreuzrippengewölbe im Chorquadrat. Das Langhaus und der Chor zeigen Spitzbogenfenster, das Fenster in der Chornordschräge ist schmäler und zeigt das Glasgemälde hl. Margaretha aus der Mitte des 15. Jahrhunderts, in den übrigen Fenstern sind Scheiben mit Heiligen aus der Glasmalerei E. Strobl, 1911.
Die dreiachsigen Westempore steht auf Achteckpfeilern und ist kreuzgratunterwölbt, die vorgezogene Holzempore ist barock. Die Sakristei nördlich des Turmes hat ein Flachtonnengewölbe. Das West-, Süd- und Sakristeiportal ist spitzbogig, das Süd- und Sakristeiportal haben Türen mit gotischen Beschlägen.
Die Kirche zeigt an der Südwand des Langhauses eine barocke Kreuzgruppe mit Arme Seelen von Balthasar Prandtstätter aus dem zweiten Viertel des 18. Jahrhunderts. Ebendort drei eingemauerte Römersteine, einer davon mit dem Relief eines Ehepaares, zwei mit Medusenhäuptern und Delphinen.

## Ausstattung
Die Altäre entstanden mit der Verwendung von älteren Teilen um 1840. Der Hochaltar mit Akanduswangen um 1700 zeigt das Altarbild hl. Margarethe. Der linke Seitenaltar zeigt das Bild hl. Maria. Der rechte Seitenaltar zeigt das Bild des hl. Sebastian und trägt einen barocken Schrein mit Christus an der Geißelsäule aus der ersten Hälfte des 18. Jahrhunderts.
Die Orgel zeigt sich neugotisch. Eine Glocke nennt Matth. Köstenbauer 1742.